# Пчела (сборник изречений)
«Пчела́» (греч. Μέλισσα [ме́лисса]) — сборник изречений IX века византийского происхождения, получивший весьма широкое распространение на Балканах и на Руси. Один из основных источников сведений о древнегреческой философии и политической мысли Античности на Руси. Автором оригинального греческого сборника большинство исследователей считают Антония Мелиссу. Оригинал издан в 136 томе Patrologia Graeca.

## Содержание
«Пчела» содержит поучительные высказывания из многочисленных греческих памятников и Священного Писания. Среди авторов святоотеческих трудов «Пчела» содержит выдержки из Иоанна Богослова, Василия Великого, Иоанна Златоуста и др., из античных философов выдержки из Аристотеля, Анаксагора, Пифагора, Демокрита, Сократа, Плутарха, Софокла, Еврипида, Феогнида и др., из числа царей содержит высказывания, приписываемые Александру Македонскому и его отцу Филиппу, спартанским царям Агесилаю и Леониду, афинскому государственному деятелю Алкивиаду, а также восточным царям — Дарию, Артаксерксу, Киру, Крезу и др.).

## Редакции
Сочинение известно в четырёх основных славянских редакциях, имевших хождение на Руси: древнерусская, сербская, болгарская и волынская версии.
В разных редакциях состав изречений мог изменяться, причём как сокращаться, так и дополняться. Наиболее распространенная версия сборника на Руси содержит 71 главу, каждая глава содержит около 20 изречений. Она была переведена на древнерусский язык не позднее XII века. Предположительно, в основу перевода древнерусской «Пчелы» был положен перевод с греческого на болгарский. «Пчелу» часто подписывали именем Максима Исповедника. В Слове Феодосия Печерского есть указания на знакомство с «Пчелой». В монашеской среде XIV—XV веков были также распространены сборники поучений на темы монашеской жизни, из которых наиболее авторитетными были «Лествица» Иоанна Синаита, поучения аввы Дорофея, а также различные сочинения Исаака Сирина. Именно они стали основными источниками интерполяций в «Пчелу» в Русском государстве.
Волынская версия была создана в 1599 году в Дерманском монастыре и представляет собой первый перевод «Пчелы» с печатного латинского издания, выполненного в Цюрихе Конрадом Геснером.

## Издания
- Семенов В. Древняя русская «Пчела» по пергаменному списку // СОРЯС. — 1893. — Т. 54.— № 1
- Пчела / Подг. текста, перевод и комм. В. В. Колесова // ПЛДР: XIII век. — М., 1981.— С. 486—519.
- «Пчела» : Древнерусский перевод. Том I—II / Отв. ред. А. М. Молдован (Изд. подгот. А. А. Пичхадзе, И. И. Макеева). М., 2008. ISBN 978-5-9551-0271-9. (c греческо-древнерусским и древнерусско-греческим словарями)